# La Puebla de Híjar
La Puebla de Híjar est une municipalité de la province de Teruel, dans la communauté autonome d'Aragon, en Espagne. Elle fait partie de la comarque du Bajo Martín.

## Géographie
La Puebla de Híjar est dans le bassin versant gauche du Río Martín non loin de l'Èbre. La commune est située à 163 km de Teruel (la capitale de la province, l'une des moins peuplées d'Espagne) et à 78 km de Saragosse (la capitale de l'Aragon). Son altitude est de 254 m, sa superficie de 60,8 km². Les terres cultivées représentent un peu moins de 3000 ha, les forêts et terres forestières un peu plus de 3000 ha, et les autres surfaces 300 ha. La commune dispose d'une gare de la Renfe (axe Barcelone - Saragosse).

## Histoire
Des traces de présences humaines sur la commune remonteraient à l'âge de bronze. La présence musulmane était importante jusqu'au XVIIe siècle. Au XIIIe siècle les terres de la commune appartenaient au senor de Urrea et le lieu s'appelait alors La Puebla de Gaén (ou Gayén ?). Puis à la fin du XIIIe siècle les terres font partie de la baronnie de Híjar (d'où le nom de la Puebla de Hijar) qui deviendra plus tard un duché à la suite de son extension. La ville se modernise ensuite surtout au XIXe siècle.

## Démographie
La population a beaucoup varié au cours du XXe siècle. En 1900, on comptait 1921 habitants, puis 2849 en 1930 et enfin 1046 habitants en 2001, dont une partie assez importante de personnes âgées. La population est concentrée dans le bourg « historique » (église, mairie...) et dans le quartier de la gare (la estación).

## Économie
L'agriculture a une place assez importante (huile d'olive, céréales...), mais il y a également un polygone industriel (« Venta del Barro ») au bord de la route N 232 en direction de Saragosse. Il existe aussi des activités de services dans le bourg. La commune prend part à la fête traditionnelle de la Route du tambour et de la grosse caisse qui se déroule dans plusieurs communes (Albalate del arzobispo, Alcaniz, Hijar...) du Bas Aragon lors de la semaine sainte.

## Lieux et monuments
- La plaza el Charif et son abreuvoir public
- Le lavoir municipal
- La rue et l'arche San Roque.
- La casa de cultura (école des années 1930)
- L'église
- L'ermita de N.S de los Dolores
- La gare

### Photos

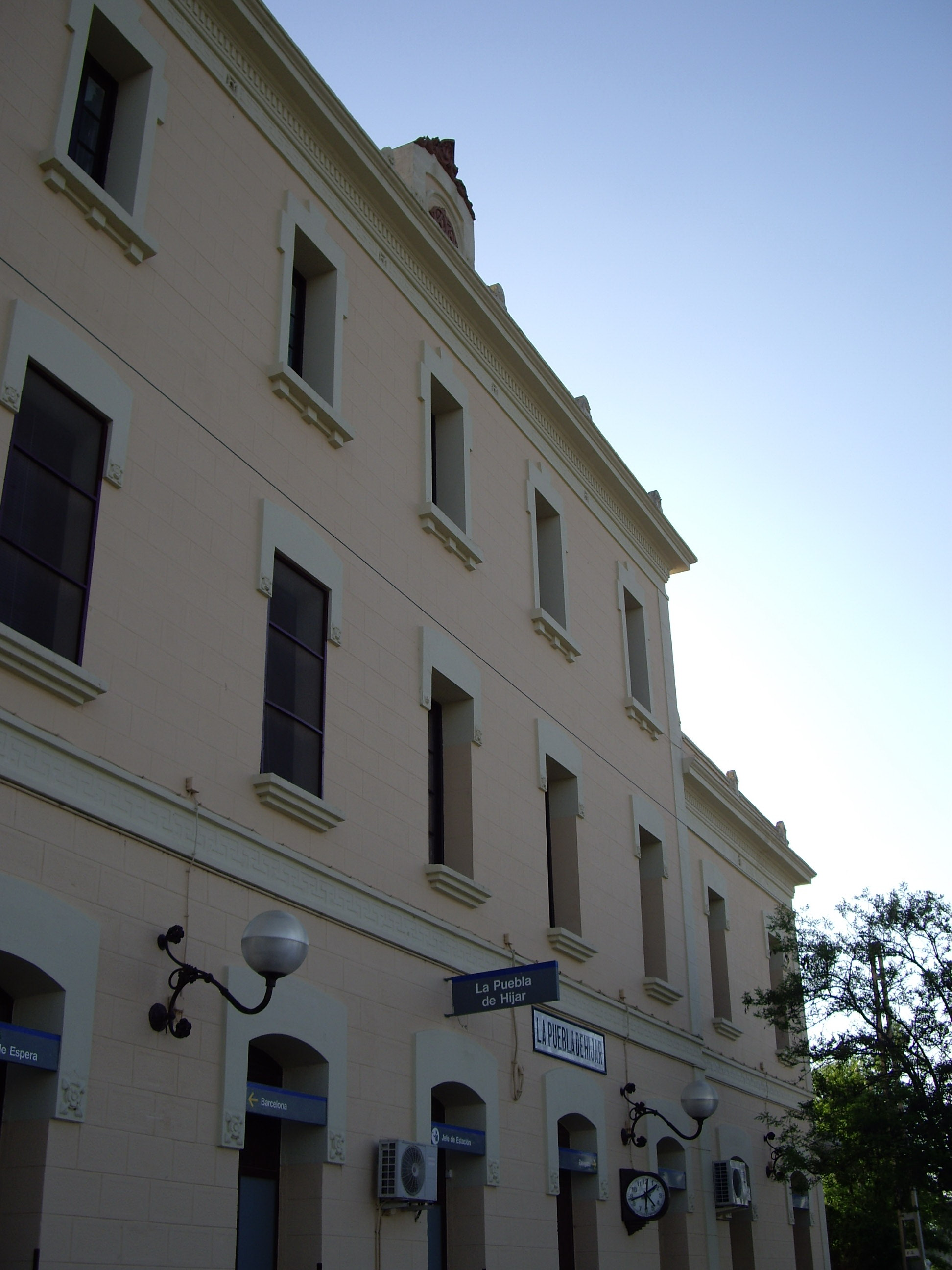
Gare de la Puebla de Híjar, en avril 2006
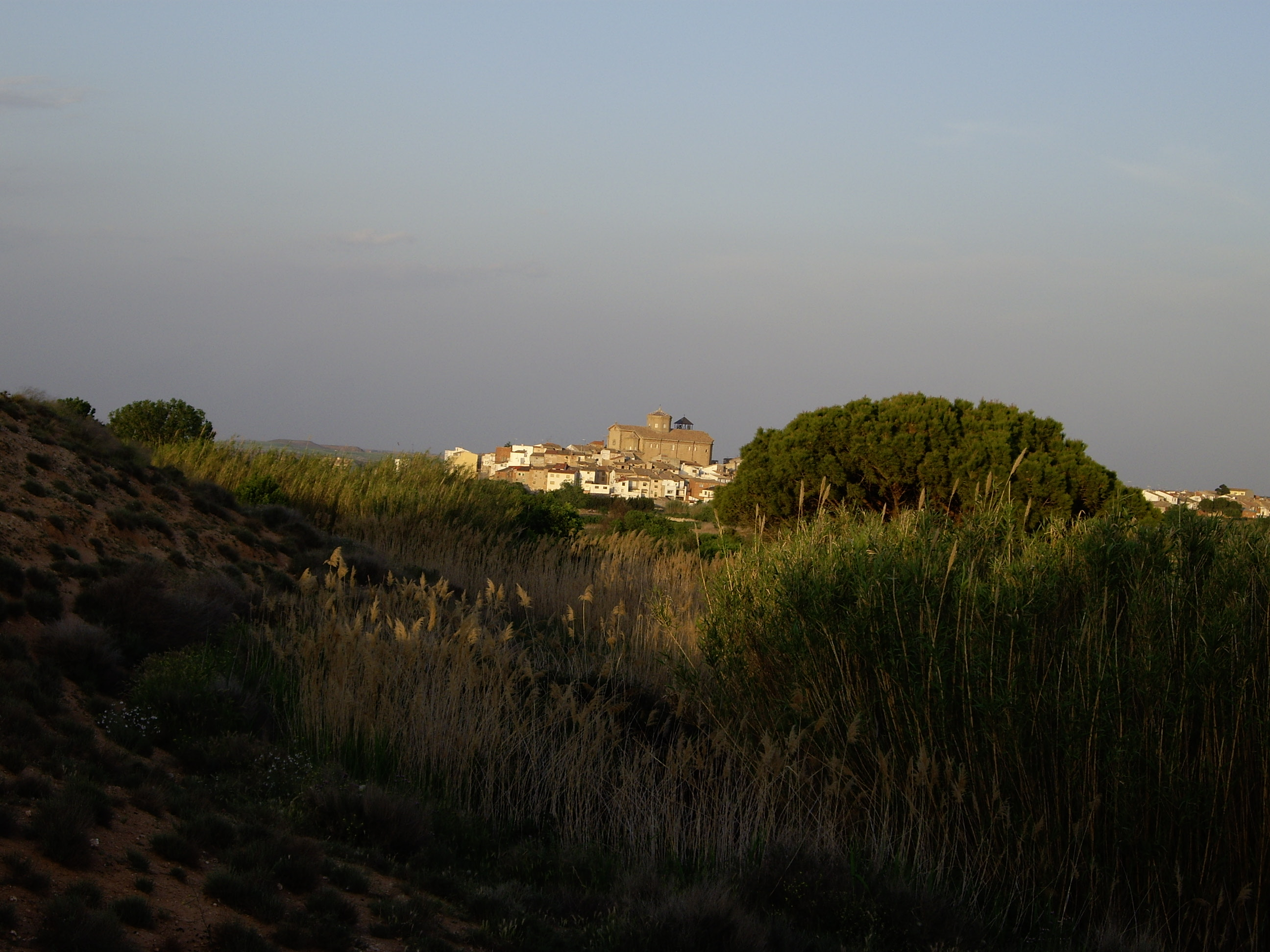
Vue du village de la Puebla de Híjar, en avril 2006
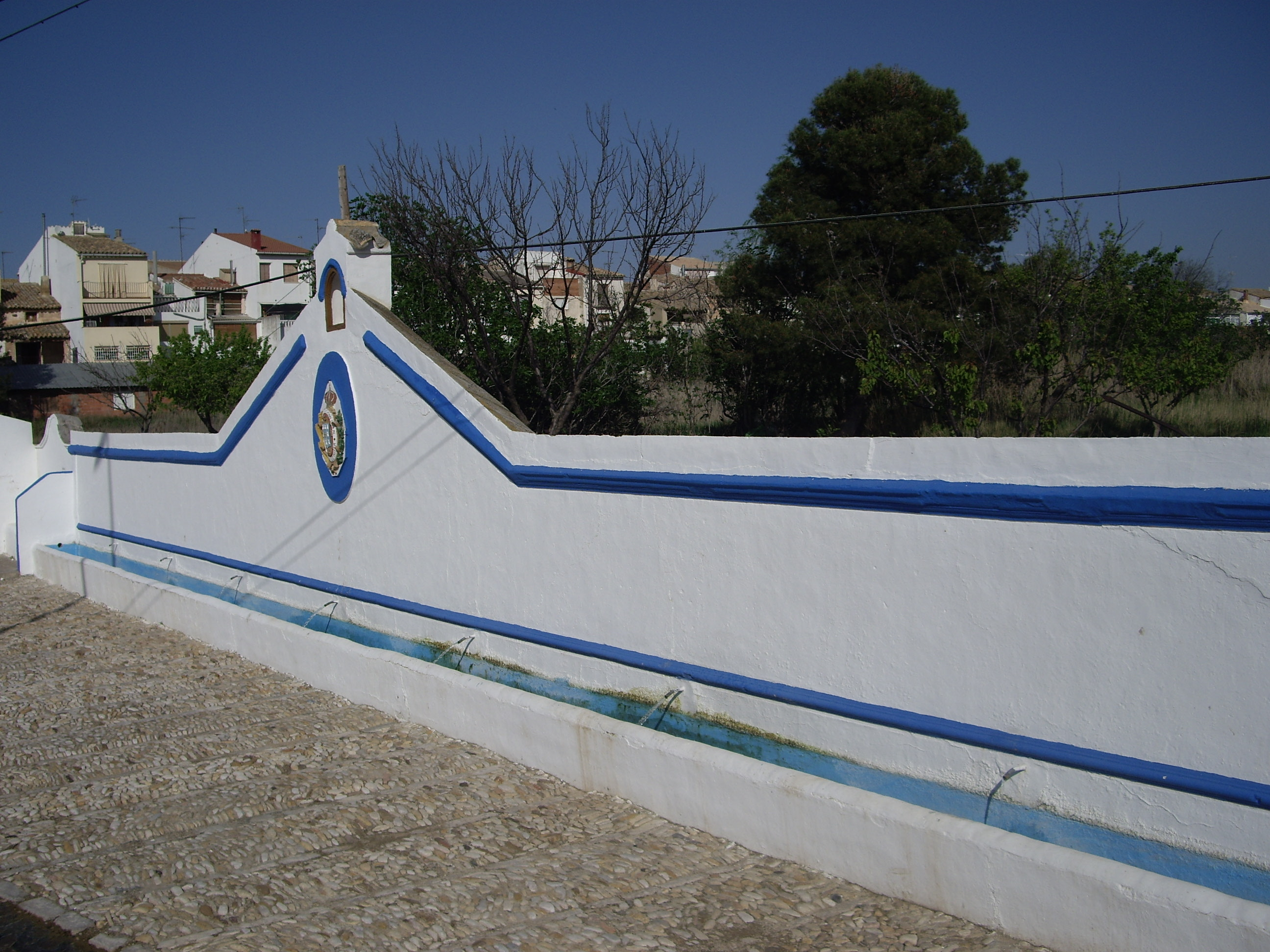
Vue de la fontaine de la Puebla de Híjar, en avril 2007
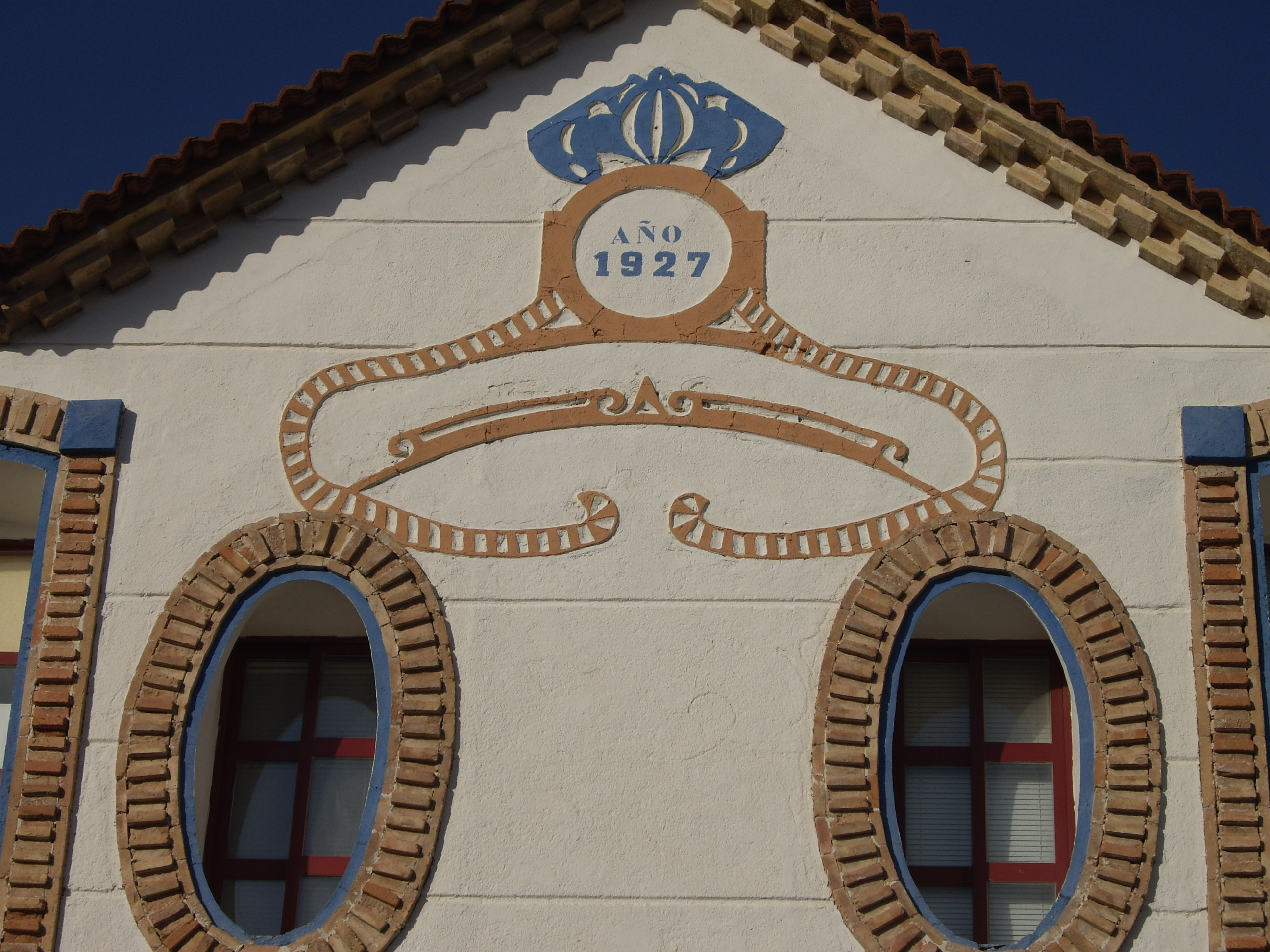
Gros plan sur l'ancien bureau de poste de la Puebla de Híjar, en 2007